# Je–8
A Mikojan-Gurevics Je–8 kísérleti repülőgép volt, melyet a MiG–21 továbbfejlesztésével, annak leváltására (eredetileg MiG–23 néven) építettek az 1960-as évekre a Szovjetunióban. A hajtómű levegő-beömlőnyílását a törzs elejéről áthelyezték az orr alá, így oda nagyobb rádiólokátort építhettek, mely alkalmas volt a nagyobb hatótávolságú légiharc-rakéták kiszolgálására is. Az orr-rész két oldalára, a pilótakabin vonala előtt, egy kacsaszárnyat szereltek fel (a MiG–21-es vízszintes vezérsíkjait meghagyták).
A gépnek két prototípusa épült, több felszállást is végeztek vele, de számos technikai nehézséget nem tudtak megoldani. 1962. szeptember 11-én, az egyik repülés során, 2,15 Mach sebességnél, a szintén fejlesztés alatt álló, különleges kialakítású Tumanszkij R–21F–300 hajtómű felrobbant, a kor leghíresebb szovjet berepülőpilótája, Georgij Konsztantyinovics Moszolov, bár katapultált, súlyos sérüléseket szenvedett (többször újra kellett éleszteni), nem repülhetett többet (Polgári pályára kényszerült, az Aeroflot helsinki irodavezetője lett).
A gép fejlesztését ezután leállították, néhány berendezését a későbbi MiG–23-ason alkalmazták: eredetileg a Je–8-ashoz készült a Szapfir–23 rádiólokátor és az R–23-as légiharc-rakéták. Átvették a repülőgép törzshátsórész alatti felhajtható pótvezérsíkját is.